# Bendaoud
Bendaoud es un municipio (baladiyah) de la provincia o valiato de Relizan en Argelia. En abril de 2008 tenía una población censada de 17 953 habitantes.
Se encuentra ubicado al noroeste del país, cerca de la costa del mar Mediterráneo y a poca distancia al oeste de la capital del país, Argel.